# Puebla de Don Rodrigo
Puebla de Don Rodrigo è un comune spagnolo di 1 220 abitanti situato nella comunità autonoma di Castiglia-La Mancia.